# 大慈弥恵麻
大慈弥 恵麻（おおじみ えま、1961年 - ）は、日本の現代音楽作曲家。相愛大学音楽学部作曲専攻卒業。同大学研究科修了。日本現代音楽協会作曲新人賞入選。作曲を、池内友次郎、山田光生、松村禎三、西村朗に師事。さらにポワティエ夏期音楽大学や秋吉台国際20世紀音楽セミナー＆フェスティバルで学び、クラウス・フーバー、ヘルムート・ラッヘンマン、細川俊夫らの指導を受けた。
2006年現在、母校の相愛大学音楽学部・同短期大学の講師を務める。日本現代音楽協会、日本作曲家協議会、深新會関西の会員。大阪を拠点に、主に関西で様々なセミナー、コンサートの企画・プロデュースなども多数手掛ける。

## 主な作品
- 4つのガラスの破片たち／ピアノ2
- 夏休みの憂鬱
- ミストラル
- さくら恋して/ギターソロ
- まあるい
- 3つのフォークソング 出版HOMA dream Inc.
- 星滴のいきno.2/ピアノソロ
- インナーヴォイス/ティンパニーソロ